# Adrian Grbić
Pour les articles homonymes, voir Grbić.
Adrian Grbić, né le 4 août 1996 à Vienne en Autriche, est un footballeur international autrichien qui évolue au poste d'avant-centre au FC Lucerne. Il possède également la nationalité croate.

## Biographie

### Carrière en club

#### Début de carrière en Autriche (2016-2019)
Il inscrit sept buts en première division autrichienne lors de la saison 2017-2018, puis quatre buts dans ce même championnat en 2018-2019. Il participe également aux tours préliminaires de la Ligue Europa en 2017.

#### Découverte de la Ligue 2 avec Clermont (2019-2020)
Adrian Grbić rejoint le Clermont Foot évoluant en Ligue 2 le 13 mai 2019, et signe un contrat de trois ans, jusqu'en 2022. Le montant du transfert n'a pas été dévoilé.
Pour ses débuts en France, Adrian signe un doublé avec le Clermont Foot face à Châteauroux (victoire 3-0 de Clermont) lors de la première journée de Ligue 2. Il marque son premier but en remportant un duel face à Rémi Pillot, puis inscrit un penalty à la fin de la rencontre,. Il est le dernier buteur clermontois de cette saison lors de la victoire 2-0 face à Sochaux.
À l'issue de la saison 2019-2020, marquée notamment par son arrêt prématuré en raison de la pandémie de Covid-19, Adrian Grbić finit deuxième meilleur buteur du championnat de France de Ligue 2 avec dix-sept réalisations derrière Tino Kadewere. Auréolé de sa bonne saison, il est sollicité par plusieurs clubs français de Ligue 1, dont le RC Lens, le Stade brestois, FC Lorient et l'Olympique de Marseille. Il souhaite quitter Clermont afin de franchir un nouveau palier.

#### Multiples prêts par Lorient (2020-2024)
En juillet 2020, alors qu'il a trouvé un accord avec le Stade brestois 29, il signe pour cinq saisons avec le FC Lorient, tout juste promu en Ligue 1. Le transfert est estimé à 10 millions d'euros. Pour ses débuts en Ligue 1, il inscrit son premier but sur penalty avec Lorient face à Strasbourg (victoire 3-1) lors de la première journée de Ligue 1.
Le 11 janvier 2022, il est prêté sans option d'achat au Vitesse Arnhem pour la fin de la saison. Puis, le 31 janvier 2023 il arrive sous la forme de prêt à Valenciennes FC jusqu’au 30 juin 2023.

#### Prêt puis transfert au FC Lucerne (depuis 2024)
Le 5 février 2024, il est prêté jusqu’à la fin de la saison avec option d'achat au FC Lucerne. Le 31 août 2024, il est définitivement transféré dans le club suisse en s’engageant jusqu’en juin 2027.

### Carrière internationale

#### Équipes jeunes (2011-2019)
Avec les moins de 17 ans, Adrian Grbić participe à l'Euro des moins de 17 ans 2013, qui se déroule en Slovaquie. Lors du tournoi, il joue trois matchs. L'Autriche est éliminée au premier tour. Puis, il participe à la Coupe du monde des moins de 17 ans 2013, compétition organisée aux Émirats arabes unis. Lors du mondial junior, il joue trois matchs. L'Autriche est éliminée au premier tour du mondial.
Avec les moins de 19 ans, il participe à l'Euro des moins de 19 ans 2015, qui se déroule en Grèce. Lors du tournoi, il joue trois matchs. L'Autriche est éliminée au premier tour. Puis, avec les espoirs, il participe à l'Euro espoirs 2019, qui se déroule en Italie. Lors du tournoi, il joue deux rencontres. L'Autriche est éliminée au premier tour.

#### Équipe d'Autriche A (depuis 2020)
Le 25 août 2020, Adrian Grbić est convoqué pour la première fois en sélection autrichienne par le sélectionneur national Franco Foda, pour deux rencontres de la Ligue des nations contre la Norvège et la Roumanie. Le 4 septembre 2020, il honore sa première sélection contre la Norvège. Lors de ce match, il entre à la 79e minute de la rencontre, à la place de Michael Gregoritsch. Le match se solde par une victoire 2-1 des Autrichiens. Le 7 octobre, il dispute sa première rencontre en tant que titulaire et inscrit son premier but en sélection contre la Grèce en match amical (victoire 2-1).
Le 11 novembre 2020, il inscrit son deuxième but en sélection lors de la victoire 3-0 contre le Luxembourg en match amical,. Quatre jours plus tard, il offert la victoire à l’Autriche contre l’Irlande du Nord en Ligue des nations. Il entre à la 78e minute de la rencontre, délivre une passe décisive trois minutes plus tard à Louis Schaub avant de marquer le but de la victoire d’un subtil tir croisé (victoire 2-1).

## Statistiques

### Statistiques détaillées
| Saison                | Club                   | Championnat           | Championnat | Championnat | Championnat | Coupe nationale | Coupe nationale | Coupe nationale | Coupe de la Ligue | Coupe de la Ligue | Coupe de la Ligue | Compétition(s) continentale(s) | Compétition(s) continentale(s) | Compétition(s) continentale(s) | Compétition(s) continentale(s) | Autres compétitions | Autres compétitions | Autres compétitions | Autres compétitions | Total | Total | Total |
| Saison                | Club                   | Division              | M.          | B.          | P.d.        | M.              | B.              | P.d.            | M.                | B.                | P.d.              | Comp.                          | M.                             | B.                             | P.d.                           | Comp.               | M.                  | B.                  | P.d.                | M.    | B.    | P.d.  |
| 2016-2017             | Floridsdorfer AC       | Erste Liga            | 27          | 5           | 0           | 2               | 2               | 0               | -                 | -                 | -                 | -                              | -                              | -                              | -                              | -                   | -                   | -                   | -                   | 29    | 7     | 0     |
| 2017-2018             | SCR Altach             | Bundesliga            | 26          | 7           | 1           | 2               | 3               | 1               | -                 | -                 | -                 | C3                             | 6                              | 0                              | 0                              | -                   | -                   | -                   | -                   | 34    | 10    | 2     |
| 2018-2019             | SCR Altach             | Bundesliga            | 16          | 4           | 0           | 2               | 1               | 1               | -                 | -                 | -                 | -                              | -                              | -                              | -                              | -                   | -                   | -                   | -                   | 18    | 5     | 1     |
| Sous-total            | Sous-total             | Sous-total            | 42          | 11          | 1           | 4               | 4               | 2               | 0                 | 0                 | 0                 | -                              | 6                              | 0                              | 0                              | -                   | 0                   | 0                   | 0                   | 52    | 15    | 3     |
| 2019-2020             | Clermont Foot 63       | Ligue 2               | 26          | 17          | 4           | 1               | 0               | 0               | 2                 | 0                 | 0                 | -                              | -                              | -                              | -                              | -                   | -                   | -                   | -                   | 29    | 17    | 4     |
| 2020-2021             | FC Lorient             | Ligue 1               | 33          | 4           | 0           | 2               | 0               | 0               | -                 | -                 | -                 | -                              | -                              | -                              | -                              | -                   | -                   | -                   | -                   | 35    | 4     | 0     |
| 2021-2022             | FC Lorient             | Ligue 1               | 16          | 1           | 0           | 1               | 0               | 0               | -                 | -                 | -                 | -                              | -                              | -                              | -                              | -                   | -                   | -                   | -                   | 17    | 1     | 0     |
| 2022-2023             | FC Lorient             | Ligue 1               | 2           | 0           | 0           | 1               | 1               | 0               | -                 | -                 | -                 | -                              | -                              | -                              | -                              | -                   | -                   | -                   | -                   | 3     | 1     | 0     |
| 2023-2024             | FC Lorient             | Ligue 1               | 1           | 0           | 0           | -               | -               | -               | -                 | -                 | -                 | -                              | -                              | -                              | -                              | -                   | -                   | -                   | -                   | 1     | 0     | 0     |
| Sous-total            | Sous-total             | Sous-total            | 52          | 5           | 0           | 4               | 1               | 0               | 0                 | 0                 | 0                 | -                              | 0                              | 0                              | 0                              | -                   | 0                   | 0                   | 0                   | 56    | 6     | 0     |
| 2021-2022             | Vitesse Arnhem (prêt)  | Eredivisie            | 14          | 0           | 0           | 2               | 0               | 0               | -                 | -                 | -                 | C4                             | 4                              | 1                              | 0                              | BR                  | 2                   | 0                   | 0                   | 22    | 1     | 0     |
| 2022-2023             | Valenciennes FC (prêt) | Ligue 2               | 14          | 9           | 1           | -               | -               | -               | -                 | -                 | -                 | -                              | -                              | -                              | -                              | -                   | -                   | -                   | -                   | 14    | 9     | 1     |
| 2023-2024             | FC Lucerne (prêt)      | Super League          | 14          | 4           | 2           | -               | -               | -               | -                 | -                 | -                 | -                              | -                              | -                              | -                              | -                   | -                   | -                   | -                   | 14    | 4     | 2     |
| 2024-2025             | FC Lucerne             | Super League          | 31          | 9           | 1           | 1               | 0               | 0               | -                 | -                 | -                 | -                              | -                              | -                              | -                              | -                   | -                   | -                   | -                   | 32    | 9     | 1     |
| 2025-2026             | FC Lucerne             | Super League          | 2           | 2           | 0           | -               | -               | -               | -                 | -                 | -                 | -                              | -                              | -                              | -                              | -                   | -                   | -                   | -                   | 2     | 2     | 0     |
| Sous-total            | Sous-total             | Sous-total            | 47          | 15          | 3           | 1               | 0               | 0               | 0                 | 0                 | 0                 | -                              | 0                              | 0                              | 0                              | -                   | 0                   | 0                   | 0                   | 48    | 15    | 3     |
| Total sur la carrière | Total sur la carrière  | Total sur la carrière | 222         | 62          | 9           | 14              | 7               | 2               | 2                 | 0                 | 0                 | -                              | 10                             | 1                              | 0                              | -                   | 2                   | 0                   | 0                   | 250   | 70    | 11    |

### En sélection nationale
| Saison                | Sélection             | Phases finales              | Phases finales | Phases finales | Phases finales | Éliminatoires | Éliminatoires | Éliminatoires | Matchs amicaux | Matchs amicaux | Matchs amicaux | Total | Total | Total |
| Saison                | Sélection             | Compétition                 | M              | B              | Pd             | M             | B             | Pd            | M              | B              | Pd             | M     | B     | Pd    |
| --------------------- | --------------------- | --------------------------- | -------------- | -------------- | -------------- | ------------- | ------------- | ------------- | -------------- | -------------- | -------------- | ----- | ----- | ----- |
| 2020-2021             | Autriche              | Ligue des nations 2020-2021 | 5              | 2              | 1              | 2             | 0             | 0             | 2              | 2              | 0              | 9     | 4     | 1     |
| Total sur la carrière | Total sur la carrière | Total sur la carrière       | 5              | 2              | 1              | 2             | 0             | 0             | 2              | 2              | 0              | 9     | 4     | 1     |

### Liste des matchs internationaux
| Matchs internationaux de Adrian Grbić | Matchs internationaux de Adrian Grbić | Matchs internationaux de Adrian Grbić      | Matchs internationaux de Adrian Grbić | Matchs internationaux de Adrian Grbić | Matchs internationaux de Adrian Grbić   | Matchs internationaux de Adrian Grbić                                   |
|                                       | Date                                  | Lieu                                       | Adversaire                            | Résultats                             | Compétitions                            | Notes                                                                   |
| ------------------------------------- | ------------------------------------- | ------------------------------------------ | ------------------------------------- | ------------------------------------- | --------------------------------------- | ----------------------------------------------------------------------- |
| 1.                                    | 4 septembre 2020                      | Ullevaal Stadion, Oslo, Norvège            | Norvège                               | 1 - 2                                 | Ligue des nations 2020-2021             | Rentre en jeu à la 79e minute à la place de Michael Gregoritsch.        |
| 2.                                    | 7 septembre 2020                      | Wörthersee Stadion, Klagenfurt, Autriche   | Roumanie                              | 2 - 3                                 | Ligue des nations 2020-2021             | Rentre en jeu à la 73e minute de jeu à la place de Michael Gregoritsch. |
| 3.                                    | 7 octobre 2020                        | Wörthersee Stadion, Klagenfurt, Autriche   | Grèce                                 | 2 - 1                                 | Match amical                            | Titulaire.                                                              |
| 4.                                    | 11 octobre 2020                       | Windsor Park, Belfast, Irlande du Nord     | Irlande du Nord                       | 0 - 1                                 | Ligue des nations 2020-2021             | Rentre en jeu à la 80e minute de jeu à la place de Michael Gregoritsch. |
| 5.                                    | 11 novembre 2020                      | Stade Josy-Barthel, Luxembourg, Luxembourg | Luxembourg                            | 0 - 3                                 | Match amical                            | Rentre en jeu à la 46e minute de jeu à la place de Saša Kalajdžić.      |
| 6.                                    | 15 novembre 2020                      | Stade Ernst-Happel, Vienne, Autriche       | Irlande du Nord                       | 2 - 1                                 | Ligue des nations 2020-2021             | Rentre en jeu à la 78e minute de jeu à la place d'Andreas Ulmer.        |
| 7.                                    | 18 novembre 2020                      | Stade Ernst-Happel, Vienne, Autriche       | Norvège                               | 1 - 1                                 | Ligue des nations 2020-2021             | Rentre en jeu à la 64e minute de jeu à la place de Xaver Schlager.      |
| 8.                                    | 25 mars 2021                          | Hampden Park, Glasgow, Écosse              | Écosse                                | 2 - 2                                 | Éliminatoires de la Coupe du monde 2022 | Titulaire et remplacé par Louis Schaub à la 89e minute.                 |
| 9.                                    | 31 mars 2021                          | Stade Ernst-Happel, Vienne, Autriche       | Danemark                              | 0 - 4                                 | Éliminatoires de la Coupe du monde 2022 | Rentre en jeu à la 82e minute de jeu à la place de Saša Kalajdžić.      |

### Buts internationaux
| Buts internationaux de Adrian Grbić | Buts internationaux de Adrian Grbić | Buts internationaux de Adrian Grbić        | Buts internationaux de Adrian Grbić | Buts internationaux de Adrian Grbić | Buts internationaux de Adrian Grbić | Buts internationaux de Adrian Grbić |
|                                     | Date                                | Lieu                                       | Adversaire                          | Score                               | Résultats                           | Compétitions                        |
| ----------------------------------- | ----------------------------------- | ------------------------------------------ | ----------------------------------- | ----------------------------------- | ----------------------------------- | ----------------------------------- |
| 1                                   | 7 octobre 2020                      | Wörthersee Stadion, Klagenfurt, Autriche   | Grèce                               | 1 - 1                               | 2 - 1                               | Match amical                        |
| 2                                   | 11 novembre 2020                    | Stade Josy-Barthel, Luxembourg, Luxembourg | Luxembourg                          | 0 - 2                               | 0 - 3                               | Match amical                        |
| 3                                   | 15 novembre 2020                    | Ernst Happel Stadion, Vienne, Autriche     | Irlande du Nord                     | 2 - 1                               | 2 - 1                               | Ligue des nations 2020-2021         |
| 4                                   | 18 novembre 2020                    | Ernst Happel Stadion, Vienne, Autriche     | Norvège                             | 1 - 1                               | 1 - 1                               | Ligue des nations 2020-2021         |